# AEGON Pro Series Foxhills
L'AEGON Pro Series Foxhills (GB Pro-Series Foxhills senza sponsor) è un torneo professionistico di tennis giocato su campi in cemento. Fa parte dell'ITF Women's Circuit. Si gioca annualmente a Woking-Foxhills in Regno Unito.

## Albo d'oro

### Singolare
| Anno | Campionessa   | Finalista          | Punteggio         |
| ---- | ------------- | ------------------ | ----------------- |
| 2009 | Ivo Klec      | Morgan Phillips    | 6-4, 6-3          |
| 2010 | Non disputato |                    |                   |
| 2011 | Johanna Konta | Laura Robson       | 6–4, 1–1, ritiro  |
| 2012 | Sarah Gronert | Diāna Marcinkēviča | 6–2, 6–3          |
| 2013 | Pemra Özgen   | Tara Moore         | 3–6, 7–5, 7–6(1)0 |

### Doppio
| Anno | Campionesse                               | Finaliste                            | Punteggio           |
| ---- | ----------------------------------------- | ------------------------------------ | ------------------- |
| 2009 | Tim Bradshaw Dominic Inglot               | Jamie Baker Chris Eaton              | 4-6, 7–6(2), [10-3] |
| 2010 | Non disputato                             |                                      |                     |
| 2011 | Julie Coin Eva Hrdinová                   | Emma Laine Melanie South             | 6–1, 3–6, [10–8]    |
| 2012 | Nicha Lertpitaksinchai Peangtarn Plipuech | Ivonne Cavallé-Reimers Nicola Slater | 6–2, 7–5            |
| 2013 | Tara Moore Marta Sirotkina                | Kanae Hisami Mari Tanaka             | 4–6, 6–1, [10–7]    |